# Friends World Committee for Consultation

Friends World Committee for Consultation (FWCC), är en organisation som verkar för att upprätthålla kontakten mellan de olika fraktionerna av kväkarna internationellt. Den bildades 1937 på Second World Conference of Friends i Swarthmore i Pennsylvania. FWCC har sitt högkvarter i London. Det har konsultativ status vid FN:s ekonomiska och sociala råd.
Bland de största årsmötena inom FWCC räknas det brittiska årsmötet och fem olika årsmöten i Kenya.